# Дальній (Рубцовський район)
Да́льній (рос. Дальний) — селище у складі Рубцовського району Алтайського краю, Росія. Адміністративний центр Дальної сільської ради.

## Населення
Населення — 685 осіб (2010; 852 у 2002).
Національний склад (станом на 2002 рік):
- росіяни — 88 %